# لوتزا (لومبارديا)
لوتزا هي بلدية تقع في مقاطعة فاريزي في إقليم لومبارديا الإيطالي، على بُعد حوالي 45 كيلومترًا شمال غرب ميلانو وحوالي 4 كيلومترات جنوب شرق فاريزي. واعتبارًا من تاريخ 31 ديسمبر 2004، كان يبلغ عدد سكانها (1,112) نسمة، وتبلغ مساحتها (1.7) كيلومتر مربع.
تحد لوتزا البلديات التالية: كاستيليوني أولونا، غازادا شيانو، مالناتي، موراتسوني، فاريزي، فيدانو أولونا.
في العصر الروماني، كانت لوزا تقع على طريق ميديولانوم-بيليتيو، وهو طريق روماني يربط ميديولانوم (ميلان) ولوغانوم (لوجانو) ويمر عبر فاريسيوم (فاريزي). تم غزو لوزا في أوائل العصور الوسطى من قبل اللومبارديين وبعد ذلك من قبل الفرنجة لتصبح جزءًا من مطرانية ميلانو حوالي عام 1200.
و في عام 1648، تولت عائلة كاستيليوني دي لوتزا السيطرة على البلدة، وقام الكونت ماركو فابريتسيو ببناء منتجع صيفي فيها.